# سيمون ماريوس
سيمون ماريوس (باللاتينية: Simon Marius)‏ (و. 1573 – 1624 م) هو رياضياتي، وعالم فلك، وطبيب من ألمانيا . ولد في غونتسن هاوزن.
توفي في آنسباخ، عن عمر يناهز 51 عاماً.

## التعليم
تعلم في جامعة بادوا

## روابط خارجية
- سيمون ماريوس على موقع الموسوعة البريطانية (الإنجليزية)